# Rhaphidophora crassifolia
Rhaphidophora crassifolia Hook.f. – gatunek wieloletnich, wiecznie zielonych pnączy z rodziny obrazkowatych, pochodzących z obszaru od Półwyspu Malajskiego do Borneo, zasiedlających lasy deszczowe. Komórki tych roślin posiadają 60 chromosomów tworzących 30 par homologicznych.